# Die furchtlosen Vier
Die Furchtlosen Vier ist ein Zeichentrickfilm mit einigen Computeranimationen des Regisseurs Eberhard Junkersdorf aus dem Jahr 1997.

## Handlung
Die vier alternden Tiere – Hund Buster, Katze Gwendolyn, Esel Fred und Hahn Tortellini – sind jeweils aus ihrer bisherigen Unterkunft geflüchtet, weil man sie aufgrund ihrer nachlassenden Leistungsfähigkeit einfach entsorgen wollte. Sie beschlossen, nach Bremen zu ziehen, um dort ihr künftiges Leben gemeinsam zu bestreiten. Als sie dort ankommen, werden sie durch ihr Gesangstalent von der Würstchenfabrik Mix Max unter Vertrag genommen. Der Leiter von Mix Max, der verrückte Wissenschaftler Dr. Gier, will mit den vier singenden Tieren in seinen Werbefilmen erreichen, dass man ihn für tierlieb hält. Als die vier mithilfe der Maus Mozart entdecken, wie die Tiere in der Fabrik tatsächlich behandelt werden, besingen sie bei ihrem nächsten Auftritt zu Giers Ärger die Wahrheit. Schließlich stürzen Dr. Gier und seine Mitarbeiter durch seinen automatisch zusammenfallenden Fliesenboden in die Tiefe, die vier Musikanten befreien die anderen Tiere und ziehen mit ihnen in die Villa, die Gwendolyns verstorbene Besitzerin ihr vermacht hat.
Diese moderne Version der Bremer Stadtmusikanten hat die Rahmenhandlung der ursprünglichen Geschichte, jedoch ausgeschmückt mit Elementen aus der heutigen Zeit. Diese Kombination aus herkömmlich und neu wurde auch handwerklich umgesetzt, in einer Mischung aus klassischem Zeichentrickfilm und modernem Animationsfilm.

## Produktionsgeschichte
Zur Produktion des Films wurde im März 1995 eigens das Trickfilmstudio Munich Animation in München von Eberhard Junkersdorf gegründet, welches sich in der Ohmstrasse 15, unweit der Münchner Freiheit befand. Bis Dezember 1996 wurde dort von einem 150-köpfigen, international gemischten Team, der Film hergestellt. In dem Team arbeiteten 3D-Computerspezialisten mit, welche für die Computeranimationen zuständig waren. Im späteren Film ist die Adresse des Studios für den aufmerksamen Zuschauer in den Detaildarstellungen des „Powertool“ erkennbar, welches eine roboterähnliche Figur des Films ist, die am Computer animiert wurde. Ebenso wurden 3D-Hintergründe verwendet, die im Computer generiert wurden. Das Besondere des Films ist die Vereinigung von traditionellem Zeichentrickfilm und digitaler Produktion bzw. Computeranimation. Des Weiteren wurde auch die Kolorierung und die Trickkamera rein digital umgesetzt. Der Film wurde in englischer Sprache produziert, weil er für den weltweiten Vertrieb vorgesehen war. 1997 war die Premierenvorstellung des Films im Münchner Gloria Palast. Eberhard Junkersdorf erhielt den Bayerischen Filmpreis als Produzent des Films.

## Kritik
„Der deutsche Film gibt zu immer neuen Hoffnungen Anlaß. Jüngster Grund für hochgesteckte Erwartungen ist Eberhard Junkersdorfs erster Zeichentrickfilm. Die verblüffend vergnügliche, sehr freie Version der "Bremer Stadtmusikanten" überzeugt durch professionelle Perfektion, einen fast traumwandlerisch sicheren Umgang mit den unterschiedlichsten Animationsstilen und den spürbaren Enthusiasmus ihrer Macher bei der dramaturgischen, optischen und musikalischen Umsetzung. Das gelungene Resultat kann nicht nur in der Disney-Liga des gezeichneten Family Entertainments mitspielen, sondern läßt erstmals auch auf gute Exportchancen hoffen.“

„Eine achtbare deutsche Trickfilmproduktion mit liebenswerten Hauptfiguren, deren sorgfältig erarbeitete Charaktere insbesondere der kindlichen Wahrnehmung sehr entgegenkommen. Das ästhetische Konzept der Kombination von Hand- und Computeranimation geht dagegen nicht auf.“